# Sphaerolobium fornicatum
Sphaerolobium fornicatum är en ärtväxtart som beskrevs av George Bentham. Sphaerolobium fornicatum ingår i släktet Sphaerolobium och familjen ärtväxter. Inga underarter finns listade i Catalogue of Life.